# مولغراموستيم
مولغراموستيم هو عامل تحفيز مستعمرات الخلايا المحببة الأكولة الماشوب ويؤدي وظيفة منشط مناعي.